# Axiata
Axiata (MYX: 6888) es un conglomerado de telecomunicaciones de Malasia con operaciones en Asia.

## Historia
La principal actividad de la empresa consiste en la tenencia de inversiones y la prestación de servicios de telecomunicaciones y consultoría a escala internacional. Su principal foco son los mercados emergentes en Asia, algunos con baja penetración móvil en el sur y el sudeste asiático.
Anteriormente conocida como TM International Bhd, que fue incorporada el 12 de junio de 1992, y era el brazo de operaciones móvil e internacional de Telekom Malaysia. El 2 de abril de 2009, se sometió a un ejercicio de rebranding, lanzando su nuevo nombre, Axiata, y un nuevo logotipo.
Su nuevo eslogan, Advancing Asia, también fue lanzado, lo que refleja la dirección de la empresa en el enfoque de su expansión en Asia. Además tiene intereses de control en operadores móviles en Malasia, Indonesia, Sri Lanka, Bangladés, Camboya y Nepal.
Uno de los mayores grupos de telecomunicaciones de Asia con una importante participación estratégica en la India y Singapur. El grupo también tiene participaciones en operaciones de telecomunicaciones no móviles en Tailandia y Pakistán. 

### Participaciones subsidiarias
En su sitio web en 2016, se anunció que tenía más de 300 millones de suscriptores a través de Asia y un ingreso del grupo de MYR19.9 mil millones (USD4.52 mil millones) en 2015. También se informó que la compañía proporcionó empleo a 25.000 personas en 10 países. Las filiales y asociadas móviles de la empresa operan bajo la marca Celcom en Malasia, Dialog en Sri Lanka, Robi en Bangladés, Smart en Camboya, en Nepal y M1 en Singapur.